# Aulagromyza tremulae
Aulagromyza tremulae är en tvåvingeart som beskrevs av Erich Martin Hering 1956. Aulagromyza tremulae ingår i släktet Aulagromyza och familjen minerarflugor.
Artens utbredningsområde är Tyskland. Arten har ej påträffats i Sverige. Inga underarter finns listade i Catalogue of Life.